# Чэнь Вэйлин
Чэнь Вэйлин (кит. трад. 陳葦綾, упр. 陈苇绫, пиньинь Chén Wěilíng; имя при рождении — Чэнь Чуньжу (陈春如, Chén Chūnrú); род. 4 января 1982) — тайваньская тяжелоатлетка и пауэрлифтер, член национальной сборной Тайваня на Олимпийских играх 2004 и 2008 годов. На Олимпийских играх 2008 года в Пекине заняла третье место в легчайшей весовой категории (до 48 кг), но после обнаружения запрещенных препаратов у Чэнь Сеся и Сибель Озкан и последующей дисквалификацией стала чемпионкой игр.

## Карьера

### Тяжёлая атлетика
В 2003 году приняла участие в чемпионате мира по тяжёлой атлетике в Ванкувере в категории до 48 кг и заняла 15 место. В том же году на чемпионате Азии заняла 4-е место.
Впервые приняла участие в Олимпийских играх в Афинах в 2004 году, заняла в общем итоге только 11-е место в категории до 48 кг, уступив в том числе и партнеру по национальной сборной — Чэнь Ханьтун (6-е место). В ходе соревнований подняла в сумме 170 кг (рывок — 75 кг, толчок — 95 кг).
На Олимпийских играх в Пекине в сумме подняла 196 кг (рывок — 84 кг, толчок — 112 кг). Аналогичный результат показала спортсменка из Южной Кореи Им Джонхва, однако в связи с тем, что личный вес Чэнь Вэйлин был меньше на 51 г, она и стала бронзовой медалисткой. Эта медаль также стала первой завоеванной сборной Тайваня на этих Играх.
В 2010 году завоевала бронзовую медаль проходивших в Гуанчжоу Азиатских играх, в сумме подняла 191 кг (рывок — 86 кг, толчок — 105 кг). Она уступила будущей чемпионке Олимпийских игр в Лондоне Ван Минцзюань.
В 2011 году на национальных спортивных соревнованиях в городе Чжанхуа подняла в сумме 177 кг и после этого объявила о завершении спортивной карьеры.

### Пауэрлифтинг
В 2001 году завоевала золото чемпионата Азии и серебро чемпионата мира в категории до 44 кг. Также она стала чемпионкой мира среди юниорок. На Всемирных играх Чэнь Вэйлин стала шестой.
В 2002 году снова становится вице-чемпионкой мира и чемпионкой Азии.
С чемпионата мира 2003 года Чэнь Вэйлин привезла бронзу.
На проходящих в 2005 году в немецком Дуйсбурге Всемирных играх завоевала бронзовую медаль, а на чемпионате мира — серебро.
В 2006 году в категории до 48 кг завоёвывает серебро.
В следующем году Чэнь Вэйлин становится чемпионкой Азии и чемпионкой мира.
В 2008 году она снова становится чемпионкой мира.
На Всемирных играх 2009 года (Гаосюн) завоевала золотую медаль в пауэрлифтинге в легчайшем весе (до 52 кг) и установила мировой рекорд.
В 2011 году Чэнь Вэйлин, выступая в категории до 47 кг, становится чемпионкой мира. А на чемпионате Азии по жиму лёжа завоёвывает серебро.
На чемпионате мира 2012 года Чэнь Вэйлин в очередной раз завоёвывает золото.
На проходящих в 2013 году в Кали Всемирных играх завоевала серебряную медаль. А на чемпионате мира становится чемпионкой.
На чемпионате мира 2014 года завоёвывает золото.
На чемпионате мира без экипировки 2015 года становится чемпионкой с результатом 483,5 кг.